# Uadi Lammêgo Bulos
Uadi Lammêgo Bulos (1 de novembro de 1969) é um jurista, escritor e professor de direito constitucional brasileiro.

## Atuação
Ficou conhecido por suas obras de Direito Constitucional e pareceres jurídicos, que se tornaram fonte de referência na doutrina e influenciaram a jurisprudência brasileira.  
Conferencista no Brasil e no exterior, desenvolveu teses no Direito Público contemporâneo, inseridas em publicações de sua autoria a exemplo da Constituição Federal Anotada  (São Paulo: Saraiva, 2000. 1466 p.) e do Curso de Direito Constitucional (São Paulo: Saraiva, 2007. 1385 p.). Produziu também um manual para a graduação universitária, chamado Direito Constitucional ao Alcance de Todos (São Paulo: Saraiva, 2009. 648 p.).
Defende a perspectiva de que o constitucionalista é um clínico geral, porque enfrenta uma disciplina-síntese, que se conecta com todos os setores da vida. Na conferência de abertura do seminário da Escola Paulista da Magistratura, “Poder Judiciário - a Reforma do Século” (10 de junho de 1999), no Casa Grande Hotel, Guarujá, São Paulo, afirmou: “Quem só sabe Direito Constitucional, nem Direito Constitucional sabe”. 
Em 20 de novembro de 2003, fundou a Sociedade Brasileira de Direito Constitucional (SBDC), tendo como membros do Conselho Consultivo o Ministro Adhemar Ferreira Maciel (in memoriam), o Professor Caio Tácito (in memoriam), o Ministro Carlos Mário da Silva Velloso, o Ministro Domingos Franciulli Netto (in memoriam), o Ministro Enrique Ricardo Lewandowski, o Professor Ives Gandra da Silva Martins, o Desembargador Jamil Pereira Macedo, o Professor Jorge Miranda (Portugal), o Ministro José Celso de Mello Filho, o Professor Paulo Bonavides e o Ministro José Paulo Sepúlveda Pertence.[carece de fontes?]
Em 1 de outubro de 2016, atendendo a solicitação de seus leitores, no sentido de transmitir lições de desenvolvimento humano, fundou a Casa Editorial.
Pela Portaria n. 120/2022, foi designado, em 14 de março de 2022, pelo Presidente do Conselho Federal da Ordem dos Advogados do Brasil, na forma do Provimento n. 115/2007 e da Portaria n. 024/2022, Membro Consultor da Comissão Nacional de Estudos Constitucionais.

## Formação
Estudou na Faculdade de Direito da Pontifícia Universidade Católica de São Paulo, onde cursou Mestrado, apresentando a dissertação Mutação Constitucional (São Paulo: Saraiva, 1997, 215 p.), e Doutorado, com a tese Comissão Parlamentar de Inquérito: técnica e prática (São Paulo: Saraiva, 2001, 340 p.).
Em decorrência da experiência acadêmica e profissional haurida no campo do Direito Público, realizou estudos de teoria constitucional, interpretação constitucional, controle de constitucionalidade, bem como direito constitucional administrativo, agrário, ambiental, civil, comercial (empresarial), aeronáutico, marítimo, comunitário, do consumidor, econômico, eleitoral, financeiro, internacional, penal, previdenciário, processual, sindical, trabalhista, tributário e urbanístico.
Além de sua formação jurídica, empreendeu pesquisas na seara da Filosofia, Sociologia, Ciência Política, Antropologia, Psicologia, Psiquiatria, Teologia, Economia, Administração, Comunicação, Física Quântica, Publicidade e Neurolinguística.

## Publicações

### Livros
- Estudos preliminares de processo civil. Salvador: IPRAJ, 1991. 30 p.
- Mandado de segurança coletivo (e outros estudos). Salvador: Ed. e Distribuidora de Livros Salvador, 1994. 129 p.
- Elementos de direito constitucional. Belo Horizonte: Nova Alvorada Ed., 1996. 205 p.
- Mandado de segurança coletivo. São Paulo: Revista dos Tribunais, 1996. 415 p.
- Manual de interpretação constitucional. São Paulo: Saraiva, 1997. 128 p.
- Lei da Arbitragem comentada. São Paulo: Saraiva, 1997 (p. 3-72); 2. ed., rev. e atual., 1998 (p. 3-75).
- Mutação constitucional. São Paulo: Saraiva, 1997. 215 p. (dissertação de Mestrado).
- Constituição Federal anotada. São Paulo: Saraiva, 2000. 1466 p.; 2. ed., 2001. 1470 p.; 3. ed. rev. e atual., 2001. 1446 p.; 4. ed. rev. e atual., 2002. 1456 p.; 4. ed. rev. e atual., 2. tir., 2002. 1456 p.; 5. ed. rev. e atual., 2003. 1542 p.; 6. ed. rev., atual. e ampl., 2005. 1596 p.; 7. ed. rev. e atual., 2007. 1596 p.; 2. tir., 2007. 1596 p.; 8. ed. rev. e atual., 2008. 1596 p.; 9. ed. rev. e atual., 2009, 1.598 p.; 10. ed. rev. atual. e ref., 2012, 1824 p.;11. ed. rev. e atual., 2015, 1840 p.; 12. ed. rev. e atual. 2017, 1862 p.
- Comissão parlamentar de inquérito: técnica e prática. São Paulo: Saraiva, 2001. 340 p. (tese de Doutorado).
- Curso de direito constitucional. São Paulo: Saraiva, 2007. 1385 p.; 2. tir., 2007; 2. ed. rev. e atual., 2008. 1391 p.; 2. tir., 2008. 1391 p.; 3. ed. rev. e atual., 2009. 1391 p.; 4. ed. ref. e atual., 2009. 1502 p.; 5. ed. rev. e atual., 2010. 1654 p.; 6. ed. rev. e atual, 2011. 1668 p.; 2. tir., 2011. 1668 p.; 7. ed. rev. e atual., 2012, 1686 p.; 8. ed. rev. e atual., 2014. 1696 p.; 9. ed. rev. e atual., 2015. 1704 p.; 10. ed. rev. e atual. 2017. 1720 p.; 11. ed. rev. e atual. 2018. 1841 p.; 12. ed. rev. e atual. 2019. 1736 p.; 13. ed. rev. e atual. 2020. 1736 p.; 14.ed. rev. e atual. 2021. 1752 p.; 15. ed. rev. e atual. 2022. 1.760 p.
- Direito constitucional ao alcance de todos. São Paulo: Saraiva, 2009. 648 p.; 2. tir., 2009. 648 p.; 2. ed. rev. e atual., 2010. 738 p.; 2. tir. 2010. 738 p.; 3. ed. rev. e atual., 2011. 766 p.; 4. ed. rev. e atual., 2012. 780 p.; 5. ed. rev. e atual., 2014. 754 p.; 6. ed. rev. e atual., 2015. 744 p.; 7. ed. rev. e atual. 2017. 760 p.; 8.ed. rev. e atual. 2018. 728 p.; 9.ed. rev. e atual. 2019. 748 p.; 10.ed. rev. e atual. 2020. 750 p.

### Revisões e atualizações
- Nelson de Sousa Sampaio. O poder de reforma constitucional. 3. ed. rev. e atual. por Uadi Lammêgo Bulos, Belo Horizonte: Nova Alvorada Ed., 1995. 135 p.
- Nelson de Sousa Sampaio. O processo legislativo. 2. ed. rev. e atual. por Uadi Lammêgo Bulos. Belo Horizonte: Del Rey, 1996, 206 p.

### Coordenações Editoriais
- Revista Ângulos, n. 20, coord. Uadi Lammêgo Bulos, Diretório Acadêmico Ruy Barbosa, Faculdade de Direito da Universidade Federal da Bahia, 1992. 149 p.
- Direito processual: inovações e perspectivas. In: Estudos em homenagem ao Ministro Sálvio de Figueiredo Teixeira. Coord. Eliana Calmon e Uadi Lammêgo Bulos. São Paulo: Saraiva, 2003. 456 p.

### Artigos e Pareceres em Revistas e Coletâneas
- O Município e o seu novo regime político-constitucional. Revista do Centro de Estudos e Pesquisas Jurídicas da Universidade Federal da Bahia, Salvador, n. 4, p. 269-271,  1990.
- Das nulidades no processo civil. Ciência Jurídica, Belo Horizonte, n. 46, p. 33-49, jul./ago. 1992.
- Mandado de segurança coletivo, legitimidade e outros aspectos polêmicos. Revista da Ordem dos Advogados da Bahia, Salvador, n. 2, p. 233-255, 1992; Revista Bahia Forense, Salvador, n. 38, p. 53-68, 1994.
- Notas para uma teoria das invalidades processuais. Revista Ângulos, Salvador, n. 20, p. 76-89, 1992.
- Pela revisão constitucional do mandado de segurança coletivo. Revista Bahia Forense, Salvador, n. 37, p. 33-41, 1993.
- Mandado de segurança coletivo (pela revisão constitucional). Ciência Jurídica, Belo Horizonte, n. 51, p. 255-264, maio/jun. 1993.
- Criação e mudança constitucional. Ciência Jurídica, Belo Horizonte, n. 57, p. 265-285, maio/jun. 1994.
- Interpretação, integração e aplicação das normas constitucionais trabalhistas. Revista do Instituto Goiano de Direito do Trabalho, São Paulo: LTr, n. 3, p. 59-77, 2º semestre 1994.
- Interpretação constitucional tributária. Ciência Jurídica, Belo Horizonte, n. 59, p. 53-86, set./out. 1994.
- Mandado de segurança das organizações. Trabalho & Processo, São Paulo: Saraiva, n. 4, p. 97-142, mar./maio 1995; RT, 716:78-111, jun. 1995.
- Função social da propriedade (perspectiva constitucional). Trabalho & Processo, São Paulo: Saraiva, n. 6, p. 141-150, set. 1995.
- Função social da propriedade. Ciência Jurídica, Belo Horizonte, n. 63, p. 333-345, maio/jun. 1995.
- Mudança informal da Constituição, Revista Bahia Forense, Salvador, n. 42, p. 32-43, 1996.
- Construção constitucional. Trabalho & Doutrina, São Paulo: Saraiva, n. 8, p. 177-197, mar. 1995; Revista da Faculdade de Direito da UFMG, Belo Horizonte, v. 36, n. 36, p. 181-206, 1999.
- Elaboração e reforma das Constituições. Revista de Direito Administrativo, Rio de Janeiro: Renovar, n. 203, p. 75-106, jan./mar. 1996.
- Da reforma à mutação constitucional. Revista de Informação Legislativa, Brasília, n. 129, p. 25-43, jan./mar. 1996.
- Repercussão das reformas constitucionais no direito adquirido do trabalhador. Revista da Ordem dos Advogados da Bahia, ano 9, n. 3, p. 147-159, nov. 1996; Revista de Direito do Trabalho, ano 25, n. 95, p. 196-205, jul./set. 1996; Trabalho & Doutrina. São Paulo: Saraiva, n. 12, p. 132-142, mar. 1997; Syntheses, São Paulo: TRT 2ª Região, n. 25, p. 28, 1997.
- Costume constitucional. Revista da Faculdade de Direito, edição comemorativa do cinquentenário da UFBA, v. 36, p. 139-159, 1996.
- Mudanças constitucionais informais. Trabalho & Doutrina, São Paulo: Saraiva, n. 11, p. 210-236, dez. 1996; Syntheses, São Paulo: TRT, 2ª Região, n. 25, p. 26, 1997.
- A reforma da Constituição de 1946. Revista do Instituto Geográfico e Histórico da Bahia, n. 92, p. 163-172, jan./dez. 1996.
- Teoria da interpretação constitucional. Revista de Direito Administrativo, Rio de Janeiro: Renovar, n. 205, p. 23-64, jul./set. 1996.
- Writ coletivo no processo do trabalho. In: Processo do trabalho: estudos em homenagem ao Professor José Augusto Rodrigues Pinto. São Paulo: LTr, 1997, p. 502-521.
- Cláusulas pétreas nos doze anos de Constituição. In: Estudos em homenagem ao Ministro Adhemar Ferreira Maciel. Coord. Ministro Sálvio de Figueiredo Teixeira. São Paulo: Saraiva, 2001, p. 703-721.
- Arbitragem: constitucionalidade e aplicação nos dissídios trabalhistas. Trabalho & Doutrina, São Paulo: Saraiva, n. 14, p. 99-108, set. 1997.
- Orçamento municipal. Revista Jurídica Administração Municipal, Salvador: Jurídica Editoração e Eventos Ltda., ano 3, n. 4, p. 17-34, abr. 1998.
- Finanças públicas e orçamento. Trabalho & Doutrina, São Paulo: Saraiva, n. 17, p. 14-30, jun. 1998; Revista de Direito Administrativo, Rio de Janeiro: Renovar, n. 211, p. 281-299, jan./ mar. 1998.
- Servidor público: estágio probatório e apuração de responsabilidades. Revista Jurídica Administração Municipal, Salvador: Jurídica Editoração e Eventos Ltda., ano 3, n. 7, p. 36- 50, jul. 1998.
- Três aspectos da reforma do Judiciário. Revista Jurídica Administração Municipal, Salvador: Jurídica Editoração e Eventos Ltda., ano 3, n. 8, p. 3-12, ago. 1998; Revista Forum, Salvador: Instituto dos Advogados da Bahia, p. 153-163, 1998.
- Direitos sociais constitucionais. Trabalho & Doutrina, São Paulo: Saraiva, n. 18, p. 124- 128, set. 1998; Syntheses, São Paulo: TRT, 2ª Região, n. 28, p. 47, 1999.
- Reforma administrativa (primeiras impressões). Revista de Direito Administrativo, Rio de Janeiro: Renovar, n. 214, p. 69-98, out./ dez.; Boletim de Direito Administrativo, São Paulo: NDJ, ano 14, n. 11, p. 704-724, nov.1998.
- Aspectos da reforma administrativa. Revista do Centro de Estudos Judiciarios do Conselho da Justiça Federal (CEJ), Brasília, n. 6, p. 136-144, set./dez. 1998.
- Emenda constitucional da reforma administrativa. Revista Jurídica Administração Municipal, Salvador: Jurídica Editoração e Eventos Ltda., ano 4, n. 4, p. 61-84, abr. 1999.
- Da reforma à fraude constitucional. Revista Jurídica Administração Municipal, Salvador: Jurídica Editoração e Eventos Ltda., ano 3, n. 11, p. 1-9, nov. 1998; Revista Travelnet, site www.juridica.com.br.
- Cláusulas pétreas na Constituição de 1988. Revista “In verbis”, Rio de Janeiro: Instituto dos Magistrados do Brasil, n. 15, p. 28-30, out./mar. 1998; Boletim de Direito Administrativo, São Paulo: NDJ, ano 15, n. 3, p. 156-159, mar. 1999; Trabalho & Doutrina, São Paulo: Saraiva, n. 21, p. 160-164, jun. 1999; Revista Jurídica Consulex, ano 3, n. 26, p. 42-44, 28-2-1999 (sob o título Cláusulas pétreas); Themis — Revista da Escola Superior da Magistratura do Estado do Ceará, Fortaleza: Tribunal de Justiça do Estado do Ceará, v. 2, n. 2, p. 107-114, 1999.
- Dez anos de Constituição: em torno das cláusulas de inamovibilidade. Revista da Ajufe, Associação dos Juízes Federais do Brasil, ano 18, n. 60, p. 236-315, jan./mar. 1999; Revista do Tribunal de Contas do Estado de Minas Gerais, v. 32, n. 3, p. 47-76, jul./set. 1999.
- Cláusulas pétreas e direito adquirido. Cidadania e Justiça: Revista da Associação dos Magistrados Brasileiros, ano 3, n. 6, p. 220-229, 1º semestre 1999; destaque no site Jusnavigandi, jus.com.br, ano IV, n. 46, out. 2000; veiculado no site www.jurisdoctor.com.br.
- Decênio da Constituição de 1988. Revista de Processo: estudos em homenagem ao Ministro Sálvio de Figueiredo Teixeira. Publicação Oficial do Instituto Brasileiro de Direito Processual, São Paulo, ano 25, n. 98, p. 307-323, abr./jun. 2000.
- O livre convencimento do juiz e as garantias constitucionais do processo penal, site www.direitocriminal.com.br, 29-10-2000 (Conferência proferida na XIIª Semana de Estudos Jurídicos da Faculdade de Direito da Pontifícia Universidade Católica do Rio Grande do Sul, em parceria com o Instituto de Processo Penal, Porto Alegre, 26-10-2000); Revista da Escola da Magistratura do Estado do Rio de Janeiro, Emerj, v. 3, n. 12, p. 184-198, 2000.
- Realidade institucional, tripartição de poderes e medidas provisórias. Revista da EMARF, Escola da Magistratura Regional Federal (órgão do TRF da 2ª Região), v. 5, n. 1, p. 231-249, set. 2002.
- Recurso especial: meio idôneo para a tutela de princípios gerais de direito? In: Direito processual: inovações e perspectivas. Estudos em homenagem ao Ministro Sálvio de Figueiredo Teixeira. Coord. Eliana Calmon e Uadi Lammêgo Bulos. São Paulo: Saraiva, 2003, p. 437-456.
- Alterações informais na Constituição. Revista do Advogado: estudos de direito constitucional em homenagem a Celso Ribeiro Bastos, São Paulo: AASP — Associação dos Advogados de São Paulo, ano XXIII, n. 73, p. 199-204, nov. 2003.
- Cobertura florística — Desapropriação — Indenização (Parecer). Revista de Direito Administrativo, Rio de Janeiro: Renovar, n. 215, p. 294-308, jan./mar. 1999; Boletim de Direito Administrativo, São Paulo: NDJ, ano 15, n. 9, p. 582-593, set. 1999; Boletim de Direito Municipal, São Paulo: NDJ, ano 16, n. 5, p. 289-300, maio 2000.
- Boa-fé — Enriquecimento Ilícito — Competência do STJ para julgar princípio geral de direito — Licitação — Razoabilidade (Parecer). Boletim de Licitações e Contratos (BLC), São Paulo: NDJ, ano 17, n. 1, p. 4-24, jan. 2004.
- Agências reguladoras — Princípios constitucionais — Autonomia da Anatel — Desvio de conduta — Atos ministeriais (Parecer). Boletim de Direito Administrativo, São Paulo: NDJ, ano 20, n. 5, p. 497-514, maio 2004.
- Poder Público — Proibição temporária de contratar — Incentivos fiscais e creditícios — Condenação desproporcional (Parecer). Boletim de Licitações e Contratos, São Paulo: NDJ, ano 17, n. 8, p. 549-572, ago. 2004.
- Comissão Parlamentar de Inquérito — Requerimento nulo — Arquivamento (Parecer). Boletim de Direito Administrativo, São Paulo: NDJ, ano 20, n. 10, p. 1116-1135, out. 2004; Revista Ibero-Americana de Direito Público, Rio de Janeiro: América Jurídica, v. XV, p. 245-263, 2004.
- Permissionárias de transportes urbanos — Custo da tarifa — Compensação de créditos — Taxa de gerenciamento (Parecer). Boletim de Direito Municipal, São Paulo: NDJ, ano 21, n. 4, p. 297-319, abr. 2005.
- Programa de inspeção veicular (Parecer). Boletim de Direito Municipal, São Paulo: NDJ, ano 28, n. 8, p. 595-602, ago. 2007.
- Fornecimento de gás canalizado (alcance dos arts. 177, I e IV, e 25, § 2º, da Constituição Federal). Boletim de Direito Administrativo, São Paulo: NDJ, ano 23, n. 10, p. 1117-1124, out. 2007.
- Poder de gestão do Estado-membro. Boletim de Direito Administrativo, São Paulo: NDJ, ano 23, n. 12, p. 1362-1371, dez. 2007.
- Principiologia constitucional dos leilões. Disponível em: www.saraivajur.com.br, 29-11-2007.
- Disregard doctrine em face da Constituição da República. Disponível em: www.saraivajur.com.br, 29-11-2007.
- Razoável duração do processo. Disponível em: www.saraivajur.com.br/, 17-1-2008.
- Procedural constitution e penhoras contra legem. Disponível em: www.saraivajur.com.br, 17-1-2008.
- Licitação em caso de parentesco. Jus Navigandi, Teresina, ano 12, n. 1855, 30 jul.2008. Disponível em: <jus.com.br>.
- Vinte anos da Constituição de 1988. Jus Navigandi, Teresina, ano 12, n. 1922, 5 out.2008. Disponível em: <jus.com.br>; Boletim de Licitações e Contratos. São Paulo: NDJ, ano 22, n. 3, p. 216-232, mar. 2009.
- Intolerância religiosa no ordenamento brasileiro. Jus Navigandi, Teresina, ano 21, n. 4.831, 22 set. 2016. Disponível em: <jus.com.br>.
- Inconstitucionalidade da cobrança de ICMS em transporte terrestre de passageiros. Jus Navigandi, Teresina, ano 23, n. 5.320, 24 jan. 2018. Disponível em: <jus.com.br>.

### Artigos em Jornais, Informativos e Suplementos
- Sobral Pinto, O apóstolo da liberdade. Jornal Correio da Bahia, Salvador, Caderno 2, 12 dez. 1991, p. 11.
- Para a revisão constitucional de 1993. Jornal A Tarde, Salvador, Caderno 1, 18 jul. 1992, p. 6.
- O relançamento de Ângulos. Jornal A Tarde, Salvador, Caderno 1, 19 nov. 1992, p. 6.
- Após o plebiscito. Informativo Dilisa, Salvador, jun./jul. 1993, p. 2.
- Revisão ilimitada? Jornal A Tarde, Salvador, Caderno 1, 14 jul. 1993, p. 6.
- De olho na Constituição. Jornal A Tarde, Salvador, Caderno 2, 29 jun. 1995, p. 3.
- Nelson Sampaio e “O poder de reforma constitucional”. Ciência Jurídica Fatos, ano 2, n. 14, nov. 1995, p. 10.
- Reforma constitucional da Previdência. Jornal A Tarde, Salvador, Coluna Judiciárias, 17 ago. 1996, p. 20.
- As reformas constitucionais e o direito adquirido do trabalhador. Jornal A Tarde, Salvador, Coluna Judiciárias, 27 ago. 1996, p. 22.
- Interpretar a Constituição. Jornal A Tarde, Salvador, Coluna Judiciárias, 17 set. 1996, p. 16.
- Interpretação das normas constitucionais. Boletim Informativo Saraiva (BIS), ano 5, n. 3, out./nov. 1996, p. 8.
- A súmula vinculante na reforma do Judiciário (em coautoria com o Min. Sálvio de Figueiredo Teixeira). Jornal A Tarde, Salvador, Coluna Judiciárias, 9 nov. 1996, p. 20; Tribuna do Direito, São Paulo, jan. 1998, p. 10; Correio Braziliense, Brasília, Coluna Direito & Justiça, 9 fev. 1998, p. 3; Site do Tribunal de Justiça do Mato Grosso, www.tj.mt.gov.br/artigo5.
- Nelson Sampaio e “O processo legislativo”. Del Rey Notícias, órgão informativo da Del Rey, ano 1, n. 3, set./out. 1996, p. 2.
- A face jurídica da educação. Jornal A Tarde, Salvador, Coluna Judiciárias, 16 maio 1997, p. 18.
- Medidas provisórias: admissibilidade e outros aspectos. Enfoque jurídico, suplemento do Tribunal Regional Federal da 1ª Região, abr./maio 1997, p. 26.
- Promotor natural: exigência de nosso tempo. Jornal A Tarde, Salvador, Coluna Judiciárias, dez. 1997, p. 6.
- Um dia de inverno em Chicago. Folha do Acadêmico, São Paulo, ano II, n. 5, abr. 2002, p. 5; Jornal A Tarde, Salvador, Caderno 1, 12 mar. 1998, p. 8.
- Vida privada e honra. Boletim Informativo Saraiva (BIS), ano 7, n. 1, mar. 1998, p. 12.
- Reforma do Judiciário ou mudança de mentalidade?, Tribuna do Direito, São Paulo, p. 14, ago. 1999.
- Reforma do Judiciário. Boletim Informativo Saraiva (BIS), ano 8, n. 3, out./nov. 1999, p. 14.
- Quebra do sigilo ou quebra da Constituição? In: www.direitocriminal.com.br, 20-1-2001; www.saraivajur.com.br, 22-1-2001; Jornal A Tarde, Salvador, Caderno 1, Opinião, 27 jan. 2001, p. 8; Revista Meio Jurídico, ano IV, n. 41, jan. 2001, p. 5-7.

### Obras de Desenvolvimento Pessoal
- Humano como nós: as lições daquele que dividiu a História, abriu caminhos, administrou crises e coordenou pensamentos com os olhos do coração. São Paulo, Casa Editorial, 2017, 144 p.
- Alegria em gotas: leituras de um minuto para refletir, aumentar o ânimo, organizar as ideias e seguir em frente. São Paulo, Casa Editorial (no prelo).
- Proteção contra a inveja: aprenda a se defender para brilhar, cultivando hábitos simples, ensinados pelo homem mais bem-sucedido de todos os tempos. São Paulo, Casa Editorial (no prelo).